# A Fine Mess
A Fine Mess è il secondo album della cantautrice pop rock statunitense Kate Voegele, pubblicato il 18 maggio 2009 dall'etichetta discografica Interscope.
Dal disco sono estratti i singoli Manhattan from the Sky e 99 Times

## Tracce
1. Inside Out – 3:58 (Kate Voegele)
2. 99 Times – 3:28 (Kate Voegele)
3. Who Are You Without Me – 3:25 (Muckala, Robbins, Kate Voegele)
4. Angel – 4:12 (Kate Voegele)
5. Sweet Silver Lining – 3:37 (Kate Voegele)
6. Playing with My Heart – 3:58 (Bassett, Kate Voegele)
7. Manhattan from the Sky – 3:31 (Kate Voegele)
8. Talkin' Smooth – 4:28 (Kate Voegele)
9. Lift Me Up – 4:33 (Kate Voegele)

Durata totale: 35:10

## Classifica
| Classifica  | Posizione raggiunta |
| ----------- | ------------------- |
| Canada      | 6                   |
| Stati Uniti | 10                  |